# Guillaume II. Roger

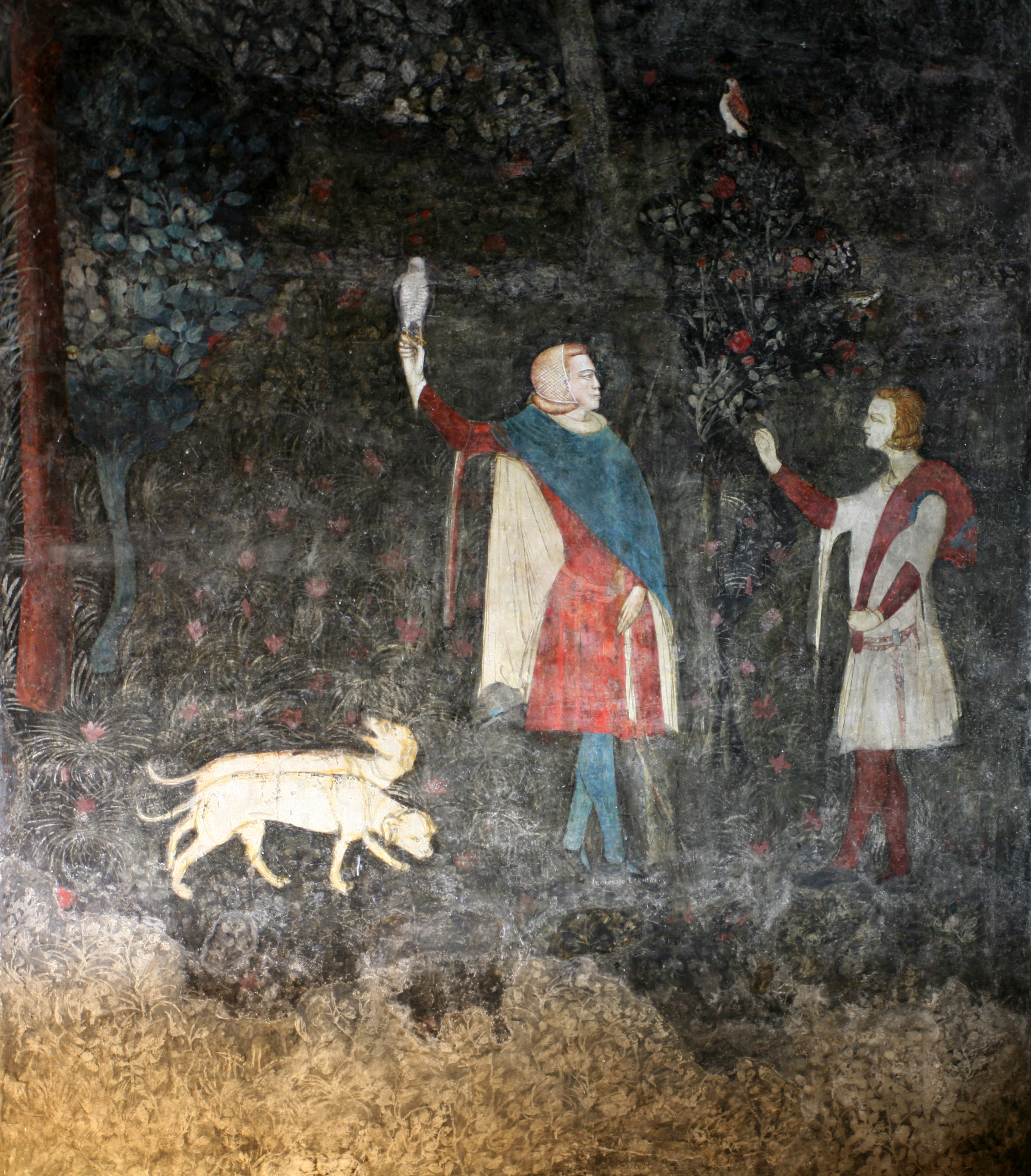
Guillaume II. Roger und sein Sohn auf bei der Beizjagd (Papstpalast Avignon, Chambre du cerf (Hirschzimmer), Robin de Romans, 14. Jahrhundert)

Guillaume II. Roger (auch Rogier, beides als Familienname; * 1290 im Manoir de Maumont in Rosiers-d’Égletons; † Ende Februar 1380 in Cornillon) war der älteste Sohn von Guillaume I. Rogier und Guillaumette de Mestre, Bruder des Papstes Clemens VI. (Pierre Roger) und Vater des Papstes Gregor XI. (Pierre Roger). Clemens’ Laufbahn in der Kirche machte aus der Familie seines älteren Bruders eine der meistbeachteten in der Provence und ganz Frankreich machte: Guillaume II. Roger profitierte als Oberhaupt der Familie von Zuwendungen, die dem Papst galten. So wurde er Baron von Pertuis und Saint-Remy, Vicomte de Lamothe und Valernes, Comte de Beaufort und d‘Alais.

## Leben
Pierre Roger wurde 1326 Abt von Fécamp, 1328 Bischof von Arras, 1330 Erzbischof von Rouen und Präsident der Rechnungskammer (Chambre des comptes). Der Geistliche, einer der Favoriten des Königs Philipp VI. von Frankreich wusste die königliche Gunst zu nutzen. Sein älterer Bruder, der 1331 das Lehen Chambon in den Combrailles (im Nordwesten des Zentralmassivs) erhalten hatte, wurde 1332 geadelt.

### Zusammenstellung von Lehen unter dem Pontifikat Clemens‘ VI.
Die Einkünfte Pierre Rogers als Erzbischof von Rouen waren die größten in Frankreich und wurden mit Bedacht investiert. Am 8. Oktober 1333 konnte Guillaume II. Roger von Bernard, Vicomte de Ventadour Rosiers kaufen, am 12. Mai 1336 huldigte er Maria von Flandern, Witwe von Graf Robert VII., Graf von Auvergne und Boulogne, in Bezug auf seine Burg Margerides, die er gerade erworben hatte. Das benachbarte Lehen Saint-Exupéry-les-Roches wurde ihm 1338 von Aymery de Châlus verkauft.
Pierre Rogier wurde 1338 Kardinal und am 19. Mai 1342 zum Papst (Clemens VI.) gewählt. Am 27. Mai gewährte Philipp VI. Guillaume II. Roger in den Grafschaften Maine und Anjou 1.000 Livres Rente pro Jahr. Im selben Jahr erhielt er das Lehen von Beaufort. Nachdem Johann von Normandie, Herzog von Anjou das Lehen 1344 in eine Vizegrafschaft erhoben hatte, ließ Guillaume Roger die Burg 1345 restaurieren. Dann machte der König daraus eine Grafschaft und befreite den neuen Grafen von der Chevauchée.
Am 25. September 1343 erwarb Guillaume II. Roger von Humbert II. de la Tour-du-Pin, Dauphin von Viennois, die Burg Veyre-Monton und die Herrschaften Pont-du-Château, Monton, Aubusson, Aurouze), Saint-Martial, Chanteuges und Langeac. Diese Lehen, die zum Domaine royal gehörten, waren am 23. April 1343 von Philipp VI. an Humbert II. im Zusammenhang mit der Übergabe der Dauphiné abgegeben worden. Der Verkauf wurde am 19. November des gleichen Jahres bestätigt. Die Vizegrafschaft Lamothe wurde 1344 von Armand de Roquefeuil gekauft. Am 3. Mai 1352 huldigte Raymond de Chambarlhac de Lherm, Damoiseau, Guillaume II. Roger, Comte de Beaufort, dessen Vasall er in der Baronie Fay war.

### Geschenke der Königin Johanna von Neapel
1348 flüchtete die Königin Johanna I. von Neapel in die Provence. Um ihren Besitz in Süditalien zurückzuerobern, verkaufte sie Avignon dem Papst für 80.000 Florin und erhielt im Gegenzug die päpstliche Absolution bezüglich jeden Verdachts im Zusammenhang mit dem Mord an ihrem Ehemann Andreas von Ungarn. Aus Dankbarkeit schenkte sie Guillaume Roger das Lehen Valernes, das 1350 per Patentbrief zu einer Vizegrafschaft erhoben wurde. Valernes, Festung seit dem 11. Jahrhundert, sperrte den Mittellauf der Durance. Die neue Vizegrafschaft umfasste die Orte Bayons, Vaumeilh, la Motte, Bellaffaire, Gigors, Lauzet, les Mées, Mézel, Entrevennes und le Castellet mit ihrer Gerichtsbarkeit und davon abhängigen Gebieten.
1353 schenkte Johanna wegen der Unterstützung, die sie durch den Papst erhielt, Guillaume II. Roger die Orte Saint-Rémy, Pertuis, Meyrargues, les Pennes und Séderon.

### Guillaume II. Roger macht Guillaume III. Roger zu seinem Alleinerben
Guillaume III. Roger wurde am 28. November 1349 für volljährig erklärt (Emanzipation). Der Vater übergab seinem Sohn den gesamten Besitz im Limousin mit dem Titel eines Grafen von Beaufort, die ans Limousin grenzenden Lehen in der Auvergne sowie die Hälfte der Ländereien in der Provence und der Grafschaft Forcalquier.

### Guillaume Roger als Militär
Guillaume II. Roger nahm an der Schlacht von Poitiers (1356) teil. Er wurde gefangen genommen und sollte gegen Lösegeld freigelassen werden. Das unmittelbare Ergebnis war, seinen jüngeren Sohn Nicolas Roger de Beaufort aus dem Kloster zu holen. Den Sohn von seinen Gelübden zu entbinden und das Lösegeld für sich zu sammeln, überließ er den Kardinäle in der Familie.
Guillaume II. Roger hat im zweiten Halbjahr 1369 mit dem Herzog von Berry Krieg in Auvergne geführt. Im Jahr darauf nahm er mit Louis II. de Bourbon an der Belagerung der Burg Belleperche im Bourbonnais teil.
Molinier berichtet in seiner „Histoire du Languedoc“ von einem Brief aus dem Jahr 1376, in dem Guillaume II. Roger das englandfreundliche Verhalten von Bernard Pelet, Coseigneur von Alès, in seiner Grafschaft beanstandet. Er werde von einem englischen Agenten, Pierre de Galard, unterstützt, der in den Cevennen unter dem Diminutiv Perrot bekannt war und als groß und böse beschrieben wurde.

### Weiterer Grunderwerb unter Gregor XI.
Für seine Neffen Raymond fand Gregor XI. in Marie de Boulogne, angeheiratete Nichte des Königs Johann II. eine prestigereiche Partie. Am 28. Oktober 1375 erhielt Raymond per Vertrag die ihre Herrschaft Saint-Just-en-Champagne, während ihr Bruder Johann II. von Boulogne die Herrschaft Combrailles für 30000 Francs als Guillaume Roger verkaufte; dabei handelte es sich um die Orte Chambon-sur-Voueize, Évaux-les-Bains (Evaon), Semur und Stusanie.
Verfeil im Tal der Seye wurde von Guillaume Roger am 23. August 1379 gekauft anlässlich der Volljährigkeit seines Sohnes Raymond, Vicomte de Valernes.

### Ehen und Kinder

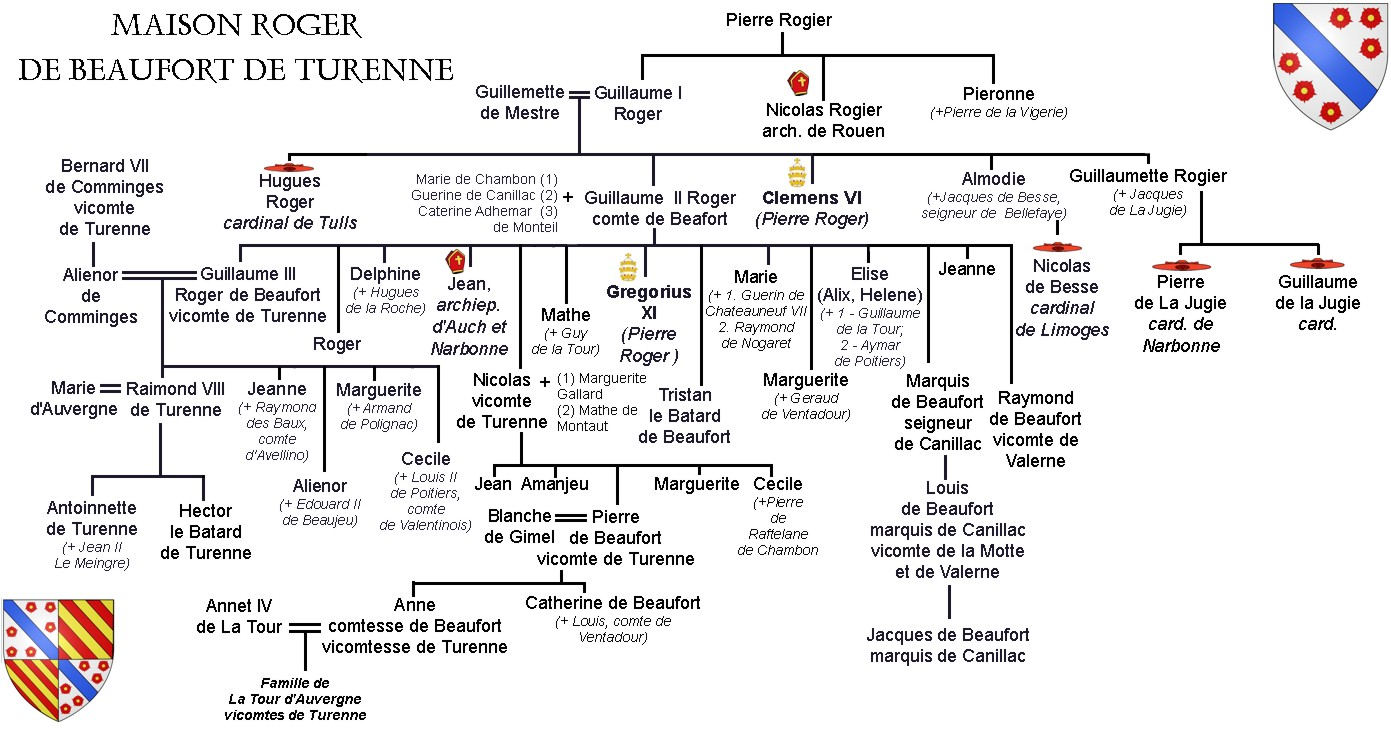

Guillaume II. Rogier heiratete 1325 Marie de Chambon, von der er zehn Kinder bekam:
1. Guillaume III. Roger de Beaufort, * 1326, 1349 volljährig, † 1394, Comte de Beaufort, Vicomte de Turenne; lange Zeit Gefangener des Captal de Buch
2. Pierre Roger, * 1329, † 1378, 1371 Papst Clemens VI.
3. NN Roger, * 1342, 1360 volljährig, † 1383/89, Comte de Beaufort
4. Nicolas Roger, Seigneur de Limeuil
5. Jean Roger de Beaufort, Erzbischof von Auch und Erzbischof von Narbonne
6. Elipse Roger dite de Beaufort, ⚭ I. Guillaume de La Tour Haus La Tour d’Auvergne); ⚭ II. Aymar V. de Poitiers, Comte de Valentinois (Haus Poitiers-Valentinois
7. Dauphine de Beaufort ⚭ Hugues de la Roche, Marschall des päpstlichen Hofes in Rom, Rektor des Comtat Venaissin
8. Mathe de Beaufort⚭ Guy de la Tour (Haus La Tour d’Auvergne)
9. Marguerite de Beaufort ⚭ Géraud II. de Ventadour, Seigneur de Donzenac (Haus Comborn)
10. Marie de Beaufort, † 1379; ⚭ I. Guérin VII. de Châteauneuf, Seigneur d’Apchier, ⚭ II. Raymond II. de Nogaret, Seigneur de Calvisson

Marie de Chambon starb 1344. Seine zweite Ehefrau war Guérine de Canillac, die er 1345 heiratete. Von ihr bekam er zwei Kinder
1. Marquis de Beaufort, nahm den Namen seiner Mutter an, Vicomte de Lamotte und Seigneur de Canillac
2. Jeanne de Beaufort

Guérine de Canillac starb 1359. Seine dritte Ehe schloss er 1368 mit Catherine d’Adhémar, Guillaume war bereits 53 Jahre alt. Seine Ehefrau (* 1336) war die Tochter von Doulceline Gaucelin de Graveson und Lambert d’Adhémar, Sire de Monteil, und Schwester von Hugues, Seigneur de la Garde, ehemals Sénéchal de Beaucaire. Diese Adhémar waren eine Nebenlinie der Familie Poitiers-Valentinois. Aus dieser Ehe bekam er einen Sohn:
1. Raymond, der die Vizegrafschaft Valernes erbte, † 1420.[1]

Darüber hinaus hatte er mit Tristan, le Bâtard de Beaufort noch einen unehelichen Sohn.

### Testament

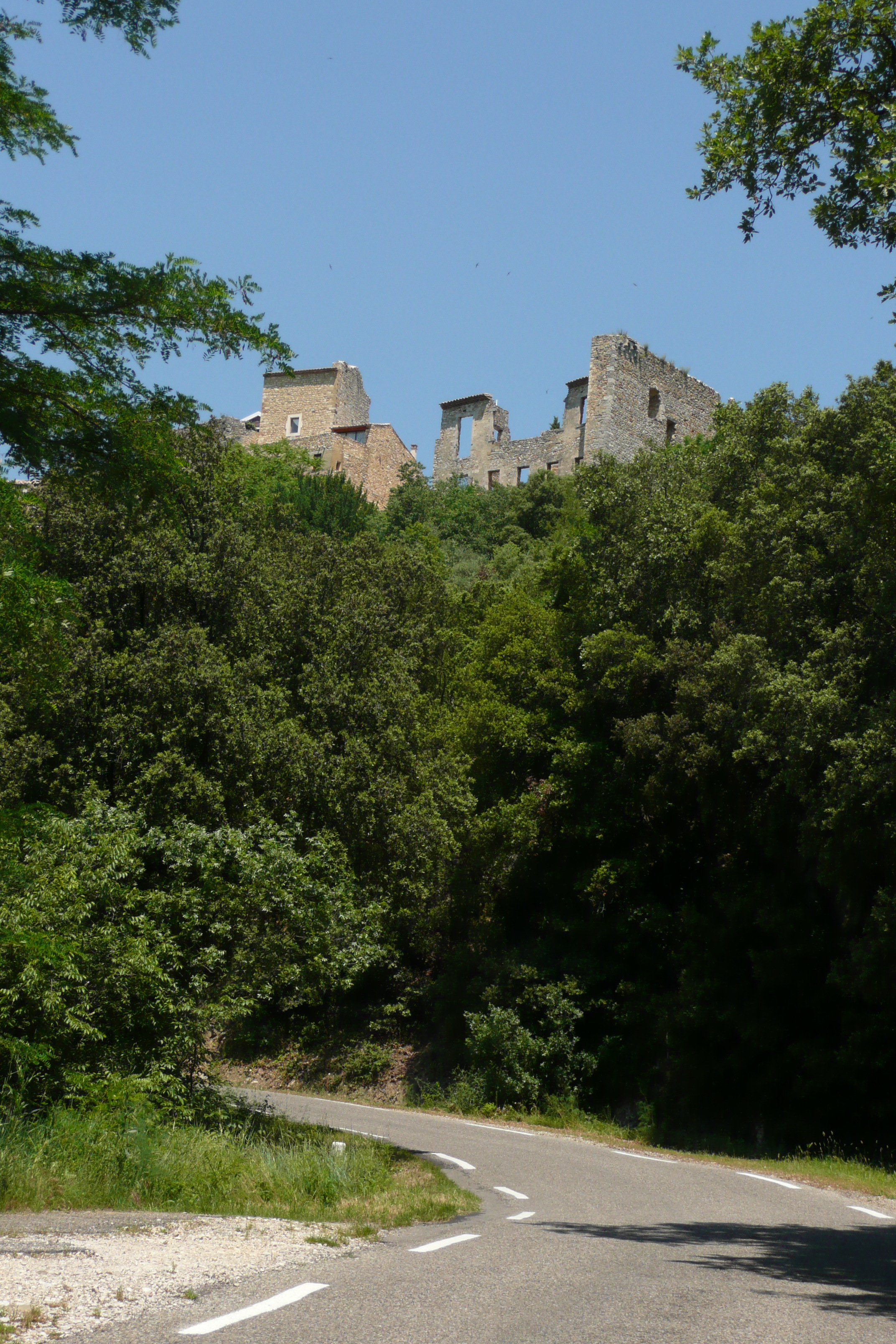
Ruine der Burg Cornillon über den Tal der Cèze

Der Comte de Beaufort verfasste am 27. August 1379 auf der Burg Corneillon, auf die er sich zurückgezogen hatte, sein Testament. Kurz vor seinem Tod, am 16. und 17. Januar 1380 ergänzte er sein Testament um zwei Punkte: sein Sohn Guillaume wurde sein Testamentsvollstrecker, sein dritter Sohn erbte den Titel eines Grafen von Beaufort. Er starb Ende des Monats Februar 1380 auf der Burg Cornillon.

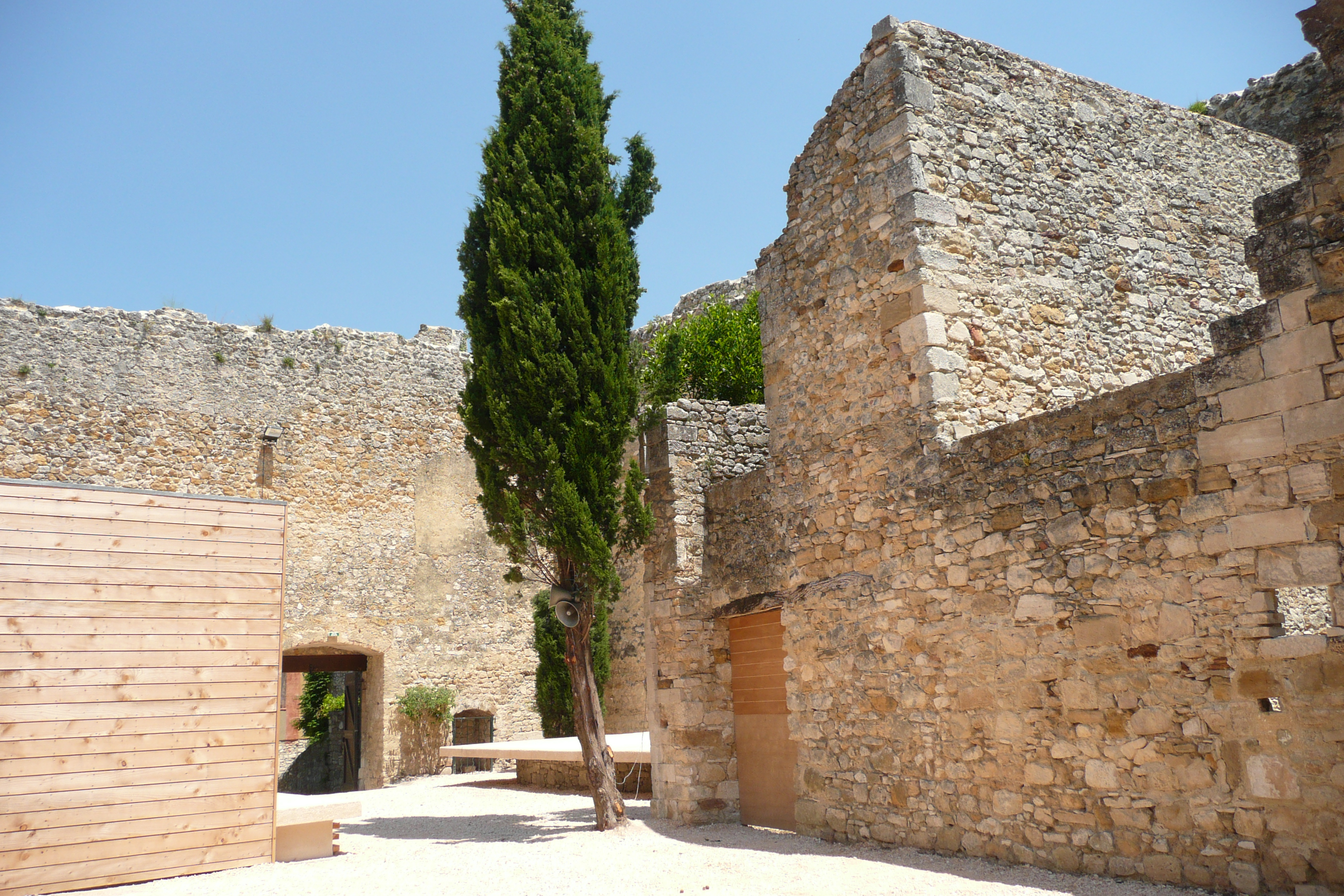
Ruine der ehemaligen Burgkapelle in Cornillon